# Ficus della villa comunale di Crotone
Il ficus della villa comunale di Crotone è un albero monumentale situato all'interno della villa comunale della città di Crotone, in Calabria.
Si tratta di un esemplare di fico magnolioide (ficus macrophylla).

## Storia
Dichiarato albero monumentale dal Dipartimento Tutela Ambiente della Regione Calabria ai sensi della legge n. 10 del 14 gennaio 2013, è iscritto dal 2021 nel registro nazionale degli alberi monumentali d'Italia.

## Descrizione e caratteristiche
L'esemplare di ficus macrophylla della villa comunale si caratterizza per un portamento imponente e singolare, che lo rende unico rispetto alla vegetazione circostante. La sua particolarità risiede nella conformazione del tronco e dei rami: alcuni di essi si radicano direttamente nel terreno, dando vita a un suggestivo intreccio di archi vegetali che evocano un piccolo sistema scultoreo naturale.